# Lepanthes caudigera
Lepanthes caudigera là một loài thực vật có hoa trong họ Lan. Loài này được Luer & Hirtz mô tả khoa học đầu tiên năm 1998.